# Kungens officiella födelsedag
Kungens officiella födelsedag eller Drottningens officiella födelsedag är en tradition i Storbritannien och samväldesländerna för att uppmärksamma den regerande monarkens födelsedag. Datumet kan skilja sig från monarkens faktiska födelsedag, och varierar mellan länderna. I flera länder är dagen en allmän helgdag. 

## Bakgrund

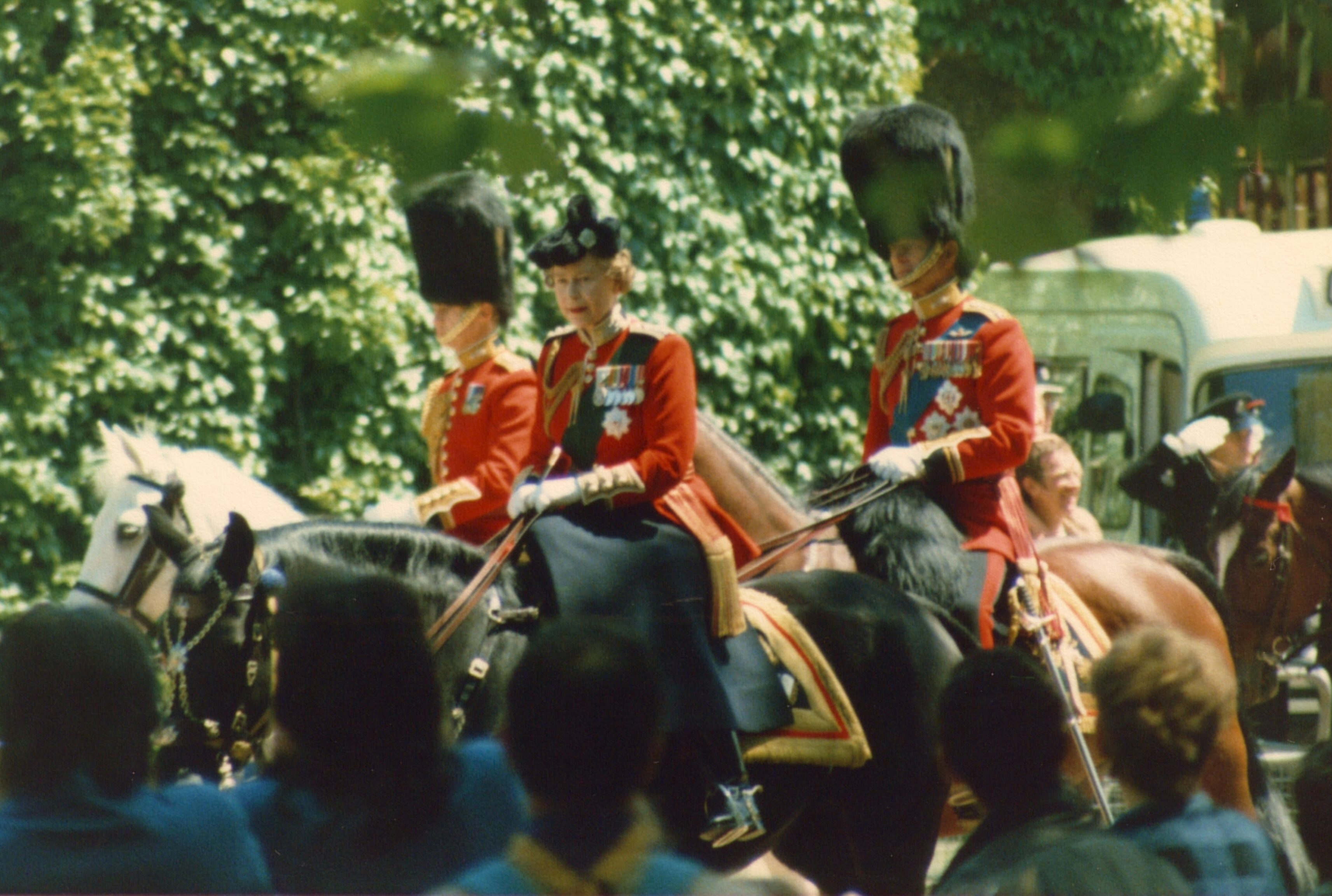
Drottning Elizabeth II i ryttarparaden vid Trooping the Colour i juli 1986. Till vänster dåvarande prins Charles och strax bakom drottningen prins Philip.

Kungens födelsedag har firats i Storbritannien åtminstone sedan 1748, då militärceremonin Trooping the Colour knöts till George II:s officiella födelsedagsfirande. Sedan 1760 har ceremonin firats årligen, med undantag för otjänligt väder, landssorg eller andra särskilda omständigheter.
Edvard VII, som var född 9 november, beslutade att firandet av hans officiella födelsedag skulle ske i maj eller juni, eftersom det är några av de mest stabila månaderna i förhållande till väderleken.
I Storbritannien har drottning Elizabeth II har vanligen firat sin officiella födelsedag den andra lördagen i juni. Fram till 1986 deltog hon själv och prins Philip till häst under Trooping the Colour.

## Firande i samväldesländerna

### Australien
I Australien firar merparten av delstaterna kungens officiella födelsedag den 12 juni, genom en allmän helgdag. Två delstater tillämpar andra datum. I samband med firandet kungör Australiens generalguvernör statliga medaljförläningar.

### Kanada

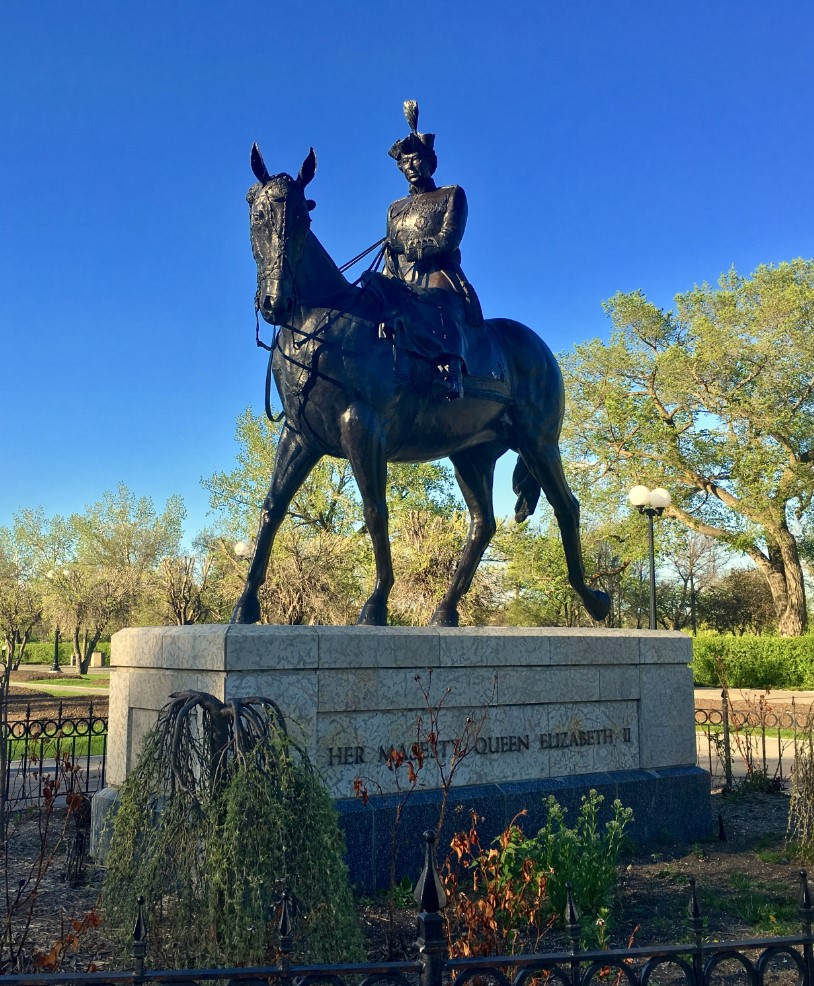
Ryttarstaty av drottning Elizabeth II från Regina, Saskatchewan, Kanada. Drottningen bär uniform för Trooping the Colour och rider Burmese, den kanadensiska häst hon använde under 18 år för Trooping the Colour.

I Kanada firas monarkens födelsedag måndagen före den 24 maj, och kallas Victoria Day. Firandet tog sin början 1845, och sattes då till 24 maj som var dåvarande drottning Victorias egentliga födelsedag. I samband med drottningens död 1901 beslutade Kanadas parlament att fortsätta fira den nya kungens födelsedag på Victoria Day, och att dagen skulle flyttas till nästkommande måndag de år 24 maj inföll på en söndag.
Åren 1911–1952 firades monarkens födelsedag antingen på respektive kungs faktiska födelsedag (George V och Edward VIII) eller på en särskild dag i juni månad (George VI samt Elizabeth II:s första regeringsår). I samband med Elizabeth II:s trontillträde beslutade parlamentet Victoria Day från och med 1953 skulle infalla måndagen före 25 maj. Samtidigt började monarkens officiella födelsedag firas på Victoria Day igen, vilket sedan bekräftades i kanadensisk lag 1957.
Till skillnad från det engelskspråkiga Kanada har den franskspråkiga provinsen Québec gett Victoria Day en annan mening och ett annat namn. Sedan 2003 kallas måndagen före 25 maj för Patrioternas Högtid (franska: Journée nationale des Patriotes), och högtidlighålls till minnet av de patrioter som 1837 stred för en demokratisk regering i Kanada. Tidigare har dagen även kallats för Dollarddagen (fête de Dollard) och högtidlighölls då till minne av Adam Dollard des Ormeaux, en fransk officer som dog i maj 1660 medan han försvarade Nya Frankrike mot irokeser.

### Nya Zeeland
Nya Zeeland firar kungens födelsedagshelg (The King's Birthday Weekend) genom en nationell helgdag första måndagen i juni. Det formella firandet utgörs av att en av årets två listor över nya statliga ordens- och medaljförläningar kungörs.
Trots att det ursprungliga skälet till att införa en officiell födelsedag är starkt förknippat med den osäkra väderleken, infaller Kungens officiella födelsedagshelg under vinterhalvåret i Nya Zeeland. Den utgör därför en inofficiell start för skidåkningssäsongen på Sydön.

### Storbritannien

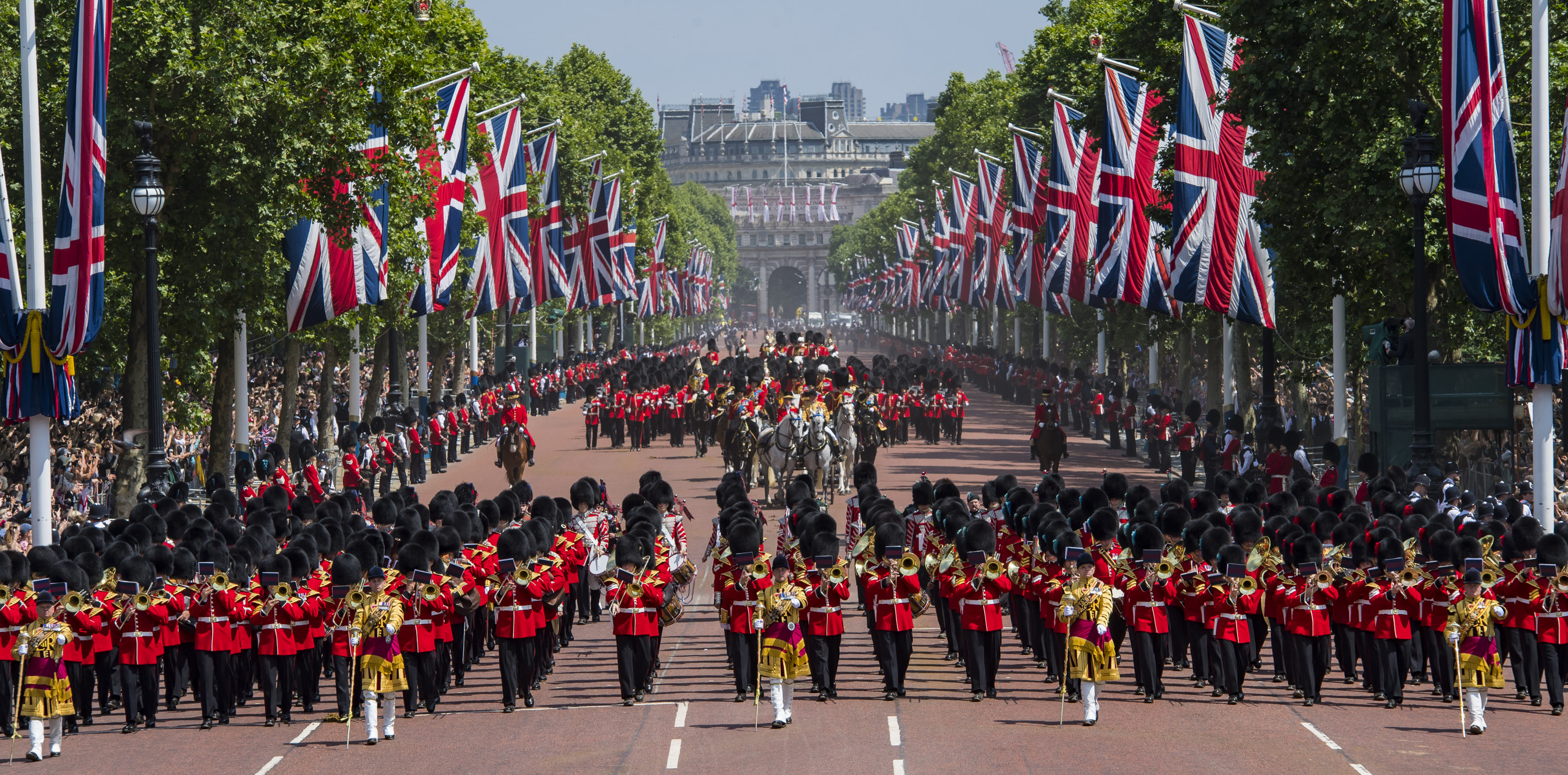
Musikkårer och högvaktsförband marscherar med drottning Elizabeth II och hennes kalesch på The Mall, under firandet av drottningens officiella födelsedag 2018.

I Storbritannien meddelade kung Charles III några månader efter sitt trontillträde att hans officiella födelsedag 2023 skulle firas den 17 juni, vilket är den tredje lördagen i månaden. Firandet var Charles III:s första som regerande kung, och knyts fortsatt till Trooping the Colour där Household Division genomför beriden parad i London, medan kungen, som befälhavande överste, tar emot deras hälsning.
Under Trooping the Colour deltar flera andra kungligheter i ryttarparaden, med hederstitel som överste för något av de deltagande förbanden. Inför sin första officiella födelsedag 2023 utsåg kung Charles III drottning Camilla till ny överste för grenadjärgardet. Som sin ersättare som överste för walesiska gardet utsåg han prins William av Wales, medan prinsessan Catherine i sin tur fick ersätta sin make William som överste för iriska gardet.
Efter Trooping the Colour samlas hela kungafamiljen på Buckingham Palaces balkong för att ta emot folkets hyllningar. Samtidigt genomför Royal Air Force en hedersbetygelse genom överflygning av London och slottet.
Under dagen skjuts salut från Green Park (41 skott), Windsor Great Park (21 skott) och Tower of London (62 skott).
Det är brukligt att kungen kungör medalj- och ordensförläningar i samband med det officiella födelsedagsfirandet, så kallade Birthday Honours. I april 2023 hade  hovet ännu inte bekräftat om kung Charles III kommer följa den traditionen, men den 16 juni publicerades en lista över 2023 års mottagare.